# Wellington Dias (futebolista)
Wellington Vicente Dias, mais conhecido por Wellington Dias (Caldas Novas, 11 de outubro de 1977), é um ex-futebolista brasileiro que atuava como meio-campo.

## Carreira
Wellington Dias começou a carreira no Caldas Novas, time de sua cidade natal, mas teve uma passagem pelo Flamengo, onde foi aprovado numa peneira. No entanto, decidiu voltar para sua terra por sentir saudade dos pais.
Após sucesso no futebol goiano, Wellington Dias rodou por vários times do estado até chegar ao Brasiliense, em 2001. Se destacou para o futebol brasileiro ao conduzir o time ao vice-campeonato da Copa do Brasil de 2002. Wellington foi o artilheiro do time e o vice-artilheiro da competição, com 8 gols.
Devido ao destaque alcançado pela bela atuação nesse torneio, Wellington Dias recebeu propostas de vários times grandes do Brasil, como o São Paulo, o Atlético, o Corinthians e o Flamengo e até do exterior, mas o presidente do time, o ex-senador Luís Estêvão, não liberou o jogador, que permaneceu no Brasiliense a contragosto.
Após ser fundamental na campanha da Copa do Brasil, Wellington Dias ainda ajudou o Brasiliense a vencer a Série C de 2002 e a Série B de 2004, levando o Brasiliense à elite do futebol brasileiro em 2005.
Convivendo com seguidas lesões, Wellington Dias deixou o Brasiliense em 2006, sendo negociado com o Guaratinguetá, na época um ascendente clube-empresa do estado de São Paulo que crescia nas competições estaduais e nacionais.
Depois, passou a rodar por equipes de menor expressão do futebol brasileiro, até voltar novamente ao clube onde é ídolo, para a disputa do Candangão 2009. Pouco atuou na sua volta ao Brasiliense, em decorrência de lesões, e foi emprestado ao Brasília FC para a disputa da Série D e, posteriormente, ao CFZ de Brasília e ao Capital.
Em 2011 é contratado pelo Guarani de Orizona, para a disputa do campeonato local.

## Títulos
CRAC
- Campeonato Goiano - 2.ª Divisão: 2001

Brasiliense
- Campeonato Brasileiro Série C: 2002
- Campeonato Brasiliense: 2004, 2005, 2006 e 2009
- Campeonato Brasileiro Série B: 2004

## Artilharias
- Campeonato Brasileiro Série C: 2002 (11 gols)